# Cioccoshow

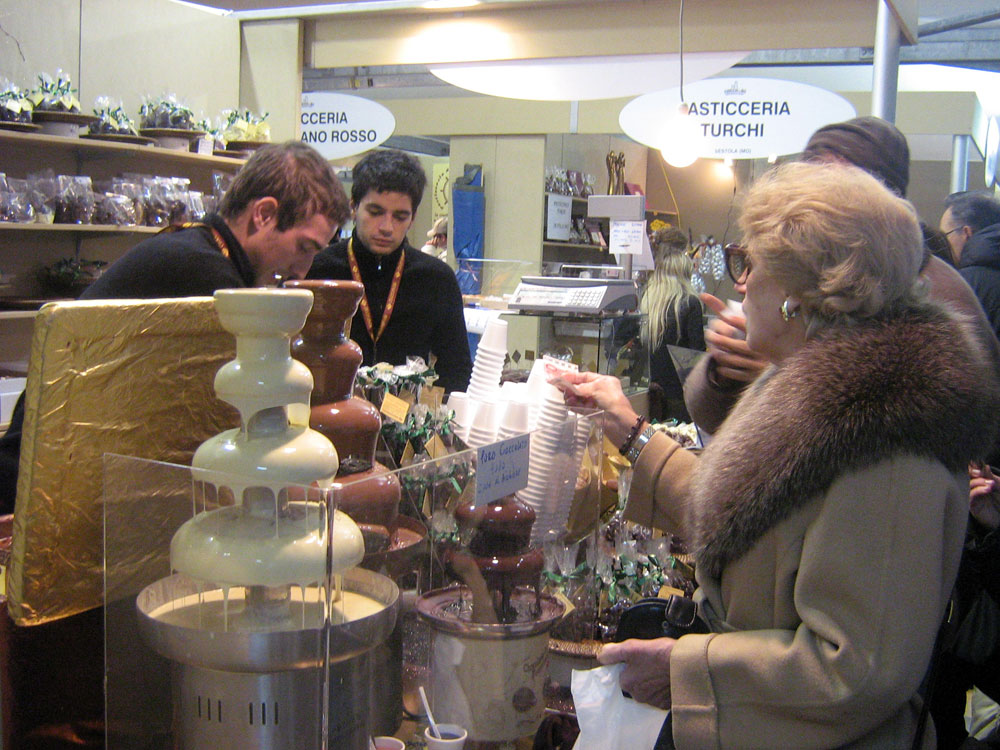
Un momento del Cioccoshow, edizione del 2007

Cioccoshow è una fiera che si tiene annualmente nella città di Bologna ed è considerata uno dei più importanti eventi italiani legati al cioccolato.

## La fiera
Il tema sul quale è incentrata la fiera del Cioccoshow, che viene annualmente organizzata a novembre, è il cioccolato. Organizzata per la prima volta nel 2005, da allora le edizioni successive hanno conosciuto un numero sempre in aumento di visitatori che si affollano in Piazza Maggiore per ammirare e gustare le creazioni di artigiani e negozi di cioccolata da tutta l'Italia. Si stima che nel 2009 furono circa 250.000 coloro che parteciparono al Cioccoshow. Ogni anno vengono allestiti circa 80 stand. La fiera del Cioccoshow non prevede solo la degustazione, ma anche mostre, come quella del 2010 intitolata Ma Caravaggio amava la cioccolata? (legata agli eventi per il quattrocentesimo anniversario della morte del pittore) che ha accompagnato la manifestazione In passato sono state organizzate delle degustazioni, laboratori e corsi per far conoscere i segreti del cioccolato ai turisti e agli appassionati. I corsi furono pensati per intrattenere sia gli adulti che i bambini. 
Da specificare che non si tratta di un evento per soli consumatori, ma anche per professionisti del settore. L'ingresso è gratuito.

## La polemica del 2007
Il 2007 ha visto scatenarsi una polemica relativa al Cioccoshow. Infatti alcuni espositori di prodotti di cioccolato richiamanti la pornografia sono stati multati dai Vigili che hanno loro imposto di rimuovere il "materiale incriminato". Tra le "vittime" di questo provvedimento il maitre chocolatier Cristina Merlin, che ha annunciato ricorso e ha sottolineato come in altre parti d'Italia questo non fosse mai accaduto. L'intervento dei Vigili è stato causato da Maria Cristina Santandrea, ex assessore al Commercio, che ha bollato come "iniziativa odiosa" l'atto di esporre i prodotti pornografici.